# Montier-en-l'Isle
Pour les articles homonymes, voir Montier et l'Isle.
Montier-en-l'Isle (appelée familièrement Montier ou Mothé) est une commune française située dans le département de l'Aube, en région Grand Est.

## Géographie
| Arsonval | Lévigny           |             |
|          | Montier-en-l'Isle | Arrentières |
| Jaucourt |                   | Ailleville  |

### Hydrographie
La commune est dans la région hydrographique « la Seine de sa source au confluent de l'Oise (exclu) » au sein du bassin Seine-Normandie. Elle est drainée par l'Aube, un bras de l'Aube, l'Aube et divers autres petits cours d'eau,.
L'Aube, d'une longueur de 249 km, prend sa source dans la commune d'Auberive et se jette  dans la Seine à Marcilly-sur-Seine, après avoir traversé 82 communes.

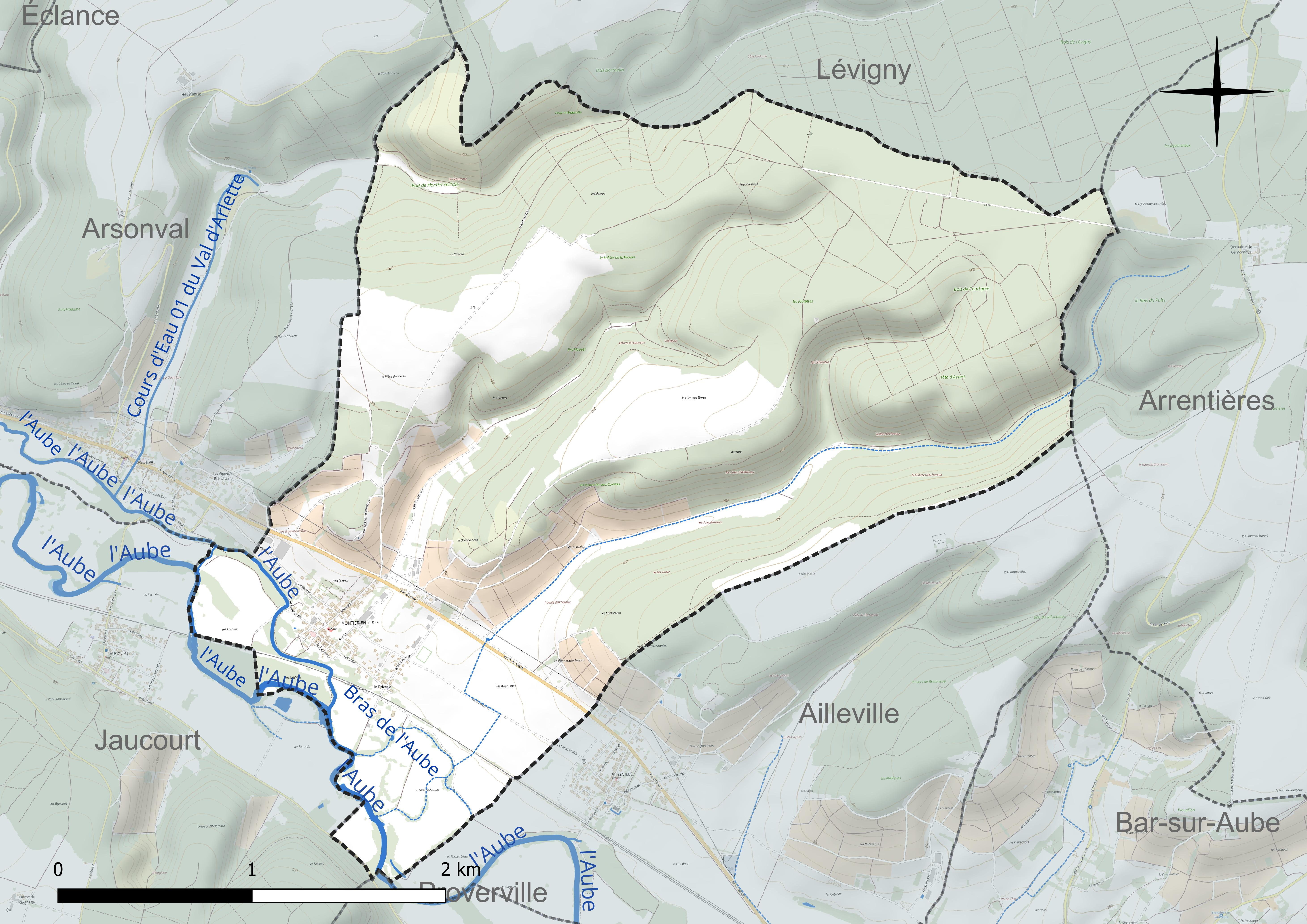
Réseau hydrographique de Montier-en-l'Isle.

### Climat
Pour des articles plus généraux, voir Climat du Grand Est et Climat de l'Aube.
En 2010, le climat de la commune est de type climat océanique dégradé des plaines du Centre et du Nord, selon une étude du Centre national de la recherche scientifique s'appuyant sur une série de données couvrant la période 1971-2000. En 2020, Météo-France publie une typologie des climats de la France métropolitaine dans laquelle la commune est exposée à un climat océanique altéré et est dans la région climatique Lorraine, plateau de Langres, Morvan, caractérisée par un hiver rude (1,5 °C), des vents modérés et des brouillards fréquents en automne et hiver.
Pour la période 1971-2000, la température annuelle moyenne est de 10,6 °C, avec une amplitude thermique annuelle de 15,8 °C. Le cumul annuel moyen de précipitations est de 868 mm, avec 12,8 jours de précipitations en janvier et 8,9 jours en juillet. Pour la période 1991-2020, la température moyenne annuelle observée sur la station météorologique de Météo-France la plus proche, « Ailleville_sapc », sur la commune d'Ailleville à 2 km à vol d'oiseau, est de 11,4 °C et le cumul annuel moyen de précipitations est de 833,5 mm. 
La température maximale relevée sur cette station est de 41,3 °C, atteinte le 25 juillet 2019 ; la température minimale est de −19,7 °C, atteinte le 20 décembre 2009,,.
Les paramètres climatiques de la commune ont été estimés pour le milieu du siècle (2041-2070) selon différents scénarios d'émission de gaz à effet de serre à partir des nouvelles projections climatiques de référence DRIAS-2020. Ils sont consultables sur un site dédié publié par Météo-France en novembre 2022.

## Urbanisme

### Typologie
Au 1er janvier 2024, Montier-en-l'Isle est catégorisée commune rurale à habitat dispersé, selon la nouvelle grille communale de densité à 7 niveaux définie par l'Insee en 2022.
Elle est située hors unité urbaine. Par ailleurs la commune fait partie de l'aire d'attraction de Bar-sur-Aube, dont elle est une commune de la couronne,. Cette aire, qui regroupe 43 communes, est catégorisée dans les aires de moins de 50 000 habitants,.

### Occupation des sols
L'occupation des sols de la commune, telle qu'elle ressort de la base de données européenne d’occupation biophysique des sols Corine Land Cover (CLC), est marquée par l'importance des forêts et milieux semi-naturels (63,2 % en 2018), en diminution par rapport à 1990 (65 %). La répartition détaillée en 2018 est la suivante : 
forêts (60,5 %), terres arables (18,7 %), cultures permanentes (9,3 %), prairies (5,9 %), zones agricoles hétérogènes (2,9 %), milieux à végétation arbustive et/ou herbacée (2,7 %). L'évolution de l’occupation des sols de la commune et de ses infrastructures peut être observée sur les différentes représentations cartographiques du territoire : la carte de Cassini (XVIIIe siècle), la carte d'état-major (1820-1866) et les cartes ou photos aériennes de l'IGN pour la période actuelle (1950 à aujourd'hui).

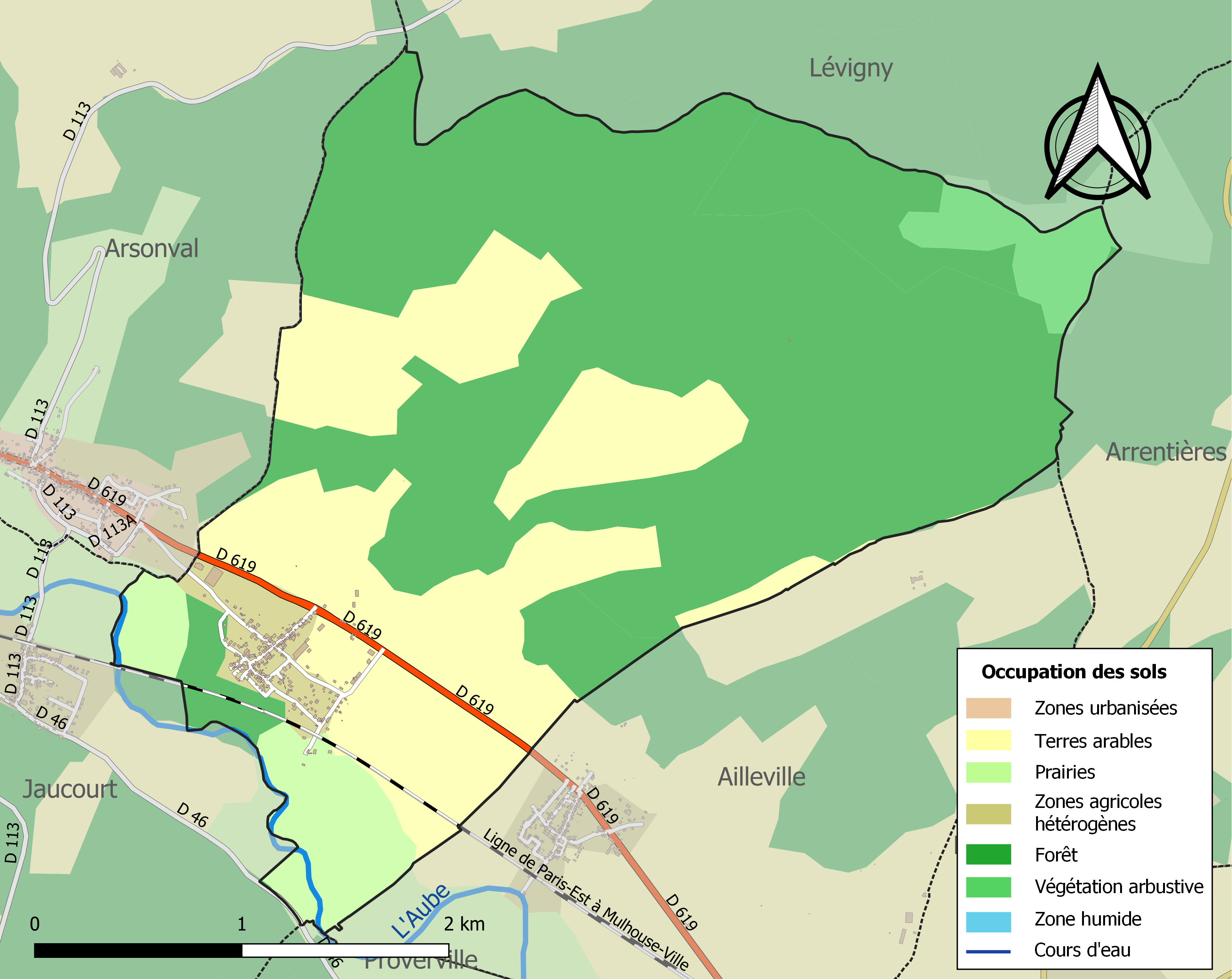
Carte des infrastructures et de l'occupation des sols de la commune en 2018 (CLC).

## Toponymie
Le village est mentionné à partir du XIIe siècle sous le nom de Molindini de Insula.
La notion d'île vient d'un ruisseau qui entourait un monastère avant de se jeter dans l'Aube. Ce monastère, dont il ne subsiste plus de traces aujourd'hui, avait été fondé sous les rois mérovingiens au VIIIe siècle.
Le village apparaît également dans les archives ecclésiastiques, sous différents noms successifs :
- Insula subtus Barrum (1076-1089 et 1125-1152, prieuré de Montier-la-Celle)[Note 4]
- Molendini de Insula (1084, abbaye de Molème)[Note 5]
- Insula subtus Barrum super Albam (1086, cartulaire de Molesme)[Note 6]
- Insula sub Barro (1101, abbaye de Molème)[Note 4]
- Sancta Maria apud Insulam (1117, fonds Montièramey)[Note 7]
- Monasterium in Insulâ propè Barrum super Albam (1232, fonds Notre Dame aux Nonnains)[Note 8]
- Mothet (1232, fonds Clairvaux)
- Monasteriam ad Insulam (1278, abbaye de Montiéramey)
- Monstier en l'Isle (1369, fonds Saint-Maclou)[Note 9]
- Moustier en Lile (1400, chapitre de Saint-Maclou)
- Isles-sur-Aube (1615, terrier du duché de Beaufort)
- Moté en Isle (1625, abbaye de Montiéramey)[17]
- De Motensi in Insula (1665, Jacques Vignier, Chronicon Lingonensis, p. 94)
- L'Ille-dessouz-Bar[18]
- L'Isle-dessouz-Bar[18]

À partir du XVIIIe siècle, la commune fut appelée Mothé par défaut de prononciation. Les cartes de Cassini présentent ainsi jusque dans l'édition de 1815 la double appellation du village Monstier en Lisle et Mothé. L'Atlas de Trudaine présente en revanche l'évolution du nom sous sa forme contemporaine Montier en l'Isle dès son édition de 1780.
Depuis décembre 2009, les habitants et habitantes de Montier-en-l'Isle s'appellent les Montier-en-l'Illois et Montier-en-l'Illoise. Ce nom a été choisi par vote des habitants parmi les propositions de noms donnés par les villageois.

## Histoire

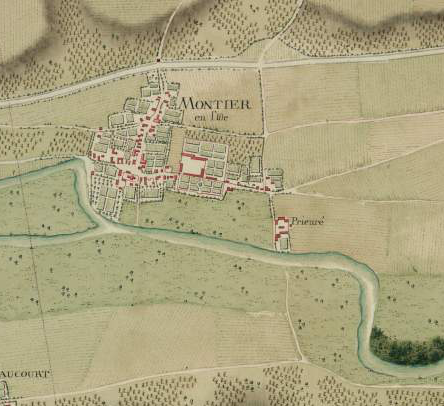
Extrait de l'Atlas de Trudaine où apparait le village de Montier-en-l'Isle.

Le comte Simon aurait fondé le prieuré de Montier-en-l'Isle entre 1075 et 1082, avec l'accord de Reynard, 52e évêque de Langres.
Vers 1380, le couvent de l'Ordre de Saint-Benoît situé sur l'île formée par l'Aube aurait été brûlé et ne fut pas rebâti, ont seulement été reconstruit les bâtiments ruraux et le prieuré. Depuis la construction primitive la rivière s'est éloignée du monastère et du village et ne les entoure plus de ses eaux.
En 1465, la seigneurie appartenait, par quarts, aux frères Artus et Jean de Moustier, à Philibert d'Ivory, à Pierre d'Ivory et à Gillequin d'Aigremont. Le fief de Vantoux, aussi appelé La Court d'Esclance, représentait un quart de la seigneurie, sa maison seigneuriale étant sise dans la grande rue de Monstier-en-l'Isle ; le fief de Champfleury représentant un autre quart.
En 1503, Edmond de Gennes et Pierre de Foribaulx possèdent chacun une partie de la seigneurie de Montier-en-l'Isle. La portion de seigneurie de Pierre de Foribaulx est par la suite tenue par Jean de Balidas, Jean de Gand et Innocent de Yardin. À la mort d'Edmond de Gennes le 1er mars 1537 sa portion de seigneurie est répartie entre ses enfants, Marie, Charlotte et François mais en 1539 Marie et Charlotte cèdent à François de Gennes ce qui leur appartient, communément appelé la Cour d'Esclance.
Un résumé des possessions de l'abbaye de Montiéramey daté de 1625 mentionne le prieuré de Montier-en-l'Isle comme étant l'une de ses nombreuses dépendances.
En 1789, le village dépendait de l'intendance et de la généralité de Châlons, de l'élection de Bar-sur-Aube et du bailliage de Chaumont.
La paroisse est incorporée en 1801 au diocèse de Troyes après la suppression par le pape Pie VII de l'ancien diocèse de Langres dont elle faisait jusqu'alors partie.
Les archives communales antérieures à 1814 ont disparu à la suite d'un incendie en 1814. Cet incendie pourrait être lié à la présence de troupes russes dans les bois d'Arsonval et Montier le 26 février 1814 après les affrontements entre les troupes napoléoniennes et russes lors des évènements de la Campagne des Six-Jours.

## Politique et administration
| Période                                  | Période    | Identité                   | Étiquette | Qualité           |
| ---------------------------------------- | ---------- | -------------------------- | --------- | ----------------- |
| Les données manquantes sont à compléter. |            |                            |           |                   |
| ??                                       | 1829       | De Lorne ?                 |           |                   |
| 1829                                     | 1846       | Pierre Simonnot            |           |                   |
| 1846                                     | 1870       | Charles Isidore Simonnot   |           |                   |
| 1870                                     | 1892       | Nicolas Georget,           |           |                   |
| 1893                                     | 1908       | Jean-Baptiste Petit Armand |           |                   |
| 1908                                     | 1912       | Théophile Collot           |           |                   |
| 1912                                     | 1914       | Siméon Tournemeullé        |           |                   |
| 1914                                     | après 1915 | Eugène Bourguoin           |           |                   |
| Les données manquantes sont à compléter. |            |                            |           |                   |
| 2001                                     | 2008       | Bruno Mœurs                |           |                   |
| 2008                                     | en cours   | Martine Tournemeulle       | DVD       | Chef d'entreprise |

## Démographie

### Évolution démographique
L'évolution du nombre d'habitants est connue à travers les recensements de la population effectués dans la commune depuis 1793. Pour les communes de moins de 10 000 habitants, une enquête de recensement portant sur toute la population est réalisée tous les cinq ans, les populations de référence des années intermédiaires étant quant à elles estimées par interpolation ou extrapolation. Pour la commune, le premier recensement exhaustif entrant dans le cadre du nouveau dispositif a été réalisé en 2004.

En 2022, la commune comptait 218 habitants, en évolution de −9,17 % par rapport à 2016 (Aube : +0,7 %, France hors Mayotte : +2,11 %).
| 1793 | 1800 | 1806 | 1821 | 1831 | 1836 | 1841 | 1846 | 1851 |
| ---- | ---- | ---- | ---- | ---- | ---- | ---- | ---- | ---- |
| 369  | 443  | 449  | 381  | 405  | 402  | 428  | 459  | 452  |

| 1856 | 1861 | 1866 | 1872 | 1876 | 1881 | 1886 | 1891 | 1896 |
| ---- | ---- | ---- | ---- | ---- | ---- | ---- | ---- | ---- |
| 426  | 465  | 448  | 404  | 384  | 363  | 394  | 345  | 314  |

| 1901 | 1906 | 1911 | 1921 | 1926 | 1931 | 1936 | 1946 | 1954 |
| ---- | ---- | ---- | ---- | ---- | ---- | ---- | ---- | ---- |
| 281  | 278  | 269  | 243  | 236  | 240  | 229  | 216  | 188  |

| 1962 | 1968 | 1975 | 1982 | 1990 | 1999 | 2004 | 2006 | 2009 |
| ---- | ---- | ---- | ---- | ---- | ---- | ---- | ---- | ---- |
| 181  | 204  | 180  | 165  | 206  | 235  | 209  | 208  | 202  |

| 2014 | 2019 | 2022 | - | - | - | - | - | - |
| ---- | ---- | ---- | - | - | - | - | - | - |
| 236  | 224  | 218  | - | - | - | - | - | - |

### Pyramide des âges
En 2018, le taux de personnes d'un âge inférieur à 30 ans s'élève à 30,8 %, soit en dessous de la moyenne départementale (35,2 %). À l'inverse, le taux de personnes d'âge supérieur à 60 ans est de 27,3 % la même année, alors qu'il est de 27,7 % au niveau départemental.
En 2018, la commune comptait 115 hommes pour 115 femmes, soit un taux de 50 % de femmes, légèrement inférieur au taux départemental (51,41 %).
Les pyramides des âges de la commune et du département s'établissent comme suit.
| Hommes | Classe d’âge | Femmes |
| ------ | ------------ | ------ |
| 0,0    | 90 ou +      | 0,0    |
| 6,3    | 75-89 ans    | 10,7   |
| 22,3   | 60-74 ans    | 15,2   |
| 24,1   | 45-59 ans    | 24,1   |
| 17,9   | 30-44 ans    | 17,9   |
| 10,7   | 15-29 ans    | 9,8    |
| 18,8   | 0-14 ans     | 22,3   |

| Hommes | Classe d’âge | Femmes |
| ------ | ------------ | ------ |
| 0,8    | 90 ou +      | 2,1    |
| 7,4    | 75-89 ans    | 10,2   |
| 17,4   | 60-74 ans    | 18,4   |
| 19,4   | 45-59 ans    | 19     |
| 17,8   | 30-44 ans    | 17,3   |
| 18,3   | 15-29 ans    | 15,9   |
| 19     | 0-14 ans     | 17,1   |

## Économie
Le Champagne : dix exploitations viticoles.

## Culture locale et patrimoine

### Lieux et monuments
- L'église de Montier-en-l'Isle est classée au répertoire des monuments historiques pour ses pierres tombales datant du XVIe siècle et du XVIIe siècle. Ces dalles funéraires classée au titre d'objet sont celles de N. de Gennes datant de 1537, de son épouse N. de Sainte Brice datant de 1543 et de Edmond de Gennes datant de 1612. Il y a également une quatrième dalle funéraire plus récente qui n'est pas classée, il s'agit de celle d'Étienne Alexandre de Mosseron datant de 1769.

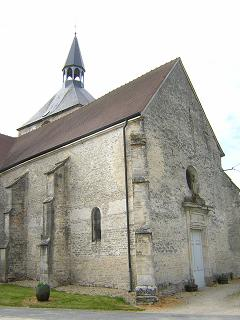
Église.

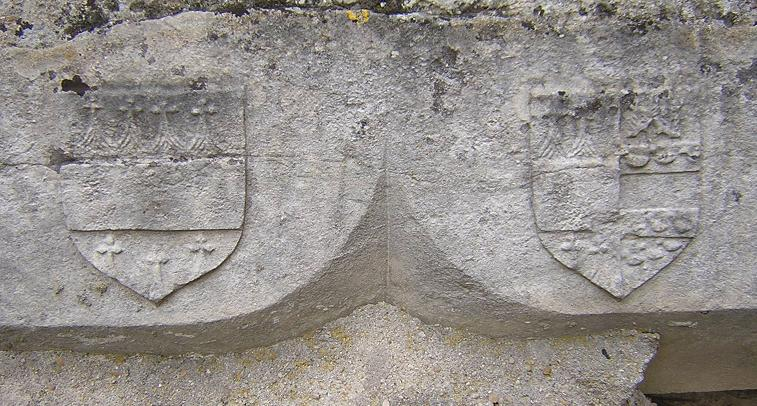
Détail de l'église.

- Restes de l'ancien château éparpillés dans plusieurs maisons.
- Ancien lavoir.

### Personnalités liées à la commune
Les deux familles, seigneurs du lieu et reposant en l'église, sont les Mosseron d'Amboise et les Gennes, qui portaient antérieurement le nom de la Cour d'Esclance.

#### Seigneurie
- Edmond de Gennes.

#### Religieux
- Emeline de Villehardouin, abbesse de Montier-en-l'Ile en 1232[35].
- Jacques de Villemor, prieur de Montier-en-l'Ile vers 1517[36].